# 河朔三鎮
河朔三鎮（かさくさんちん）は、中国の晩唐期に国内各地の節度使が藩鎮として割拠した状況下において、河朔地区（現在の河北省を中心とする地域）の三つの藩鎮、すなわち幽州（盧龍軍。現在の北京及び長城付近）・魏博（天雄軍。渤海湾から黄河以北）・鎮冀（恒陽軍、成徳軍。幽州以南と山西に接する地域）を指す。

## 沿革
安史の乱はウイグル騎兵の力を借りて763年に一応鎮圧されたが、各地の節度使が半独立勢力となって割拠し、朝廷では宦官が権力をふるって唐朝は著しく衰亡した。乱の余党勢力も一掃されることなく、唐朝は河朔三鎮（盧龍軍・魏博・成徳軍）の割拠を既成事実として承認した。すなわち、唐朝の第11代皇帝代宗（在位:762年 - 779年）は安禄山の旧臣であった李懐仙を幽州に、田承嗣を魏博に、張忠志（後に李宝臣）を成徳軍に封じたのである。
その後、河朔三鎮は次第に地方勢力として独立し、唐朝の勢力が及ばなくなった。三鎮は「河朔の旧事」と称してその主帥は代々唐朝の任命によらずに世襲や部下による擁立によって就任し、唐朝の許可を得ずに領内の文武百官を任命して租税の上供を拒んだ。これは藩鎮の弊害の嚆矢をなし、北方地区の政情不安の原因となった。これに対して第12代皇帝徳宗（在位:779年 - 805年）は三藩制圧策を用いたが、三鎮側は黄河以南の河南二鎮（平盧節度使・淮南西道節度使）と結んで兵乱を起こし、徳宗を長安から追放するほどの勢威をもった。
第14代皇帝憲宗（在位:805年 - 820年）が河南二鎮を攻め滅ぼすことに成功すると、これを恐れた三鎮は一時的に唐朝に帰順した。しかし、憲宗崩御後には再び独立して自立を回復した。ただし、その勢力圏は独立国家を打ち立てるには不十分で、なおかつ北方には強大化しつつあった契丹の存在が三鎮の勢力圏を脅かしていた。さらに、三鎮の主帥の地位も不安定で有力な配下武将や親衛軍による下剋上による交代も珍しいことではなかった。このため、唐朝による命令を拒絶しながらも、その権威を借りなければ三鎮そのものが維持できないという自己矛盾を内含していた。一方の唐朝側も王朝自体の衰微もさることながら、契丹の南進を食い止めるために河朔三鎮の自立をあえて放置して、彼らに契丹と対峙させる路線を採るようになった。こうして唐朝と河朔三鎮の関係は不明瞭なまま三鎮の半独立状態が続いた。藩鎮の主帥は概ね、住民にとっては残虐で専横きわまりない存在で、人びとの生殺与奪の権をにぎる軍閥皇帝であった。
907年、開封を拠点とする宣武軍節度使であった朱全忠が唐の哀帝から禅譲のかたちをととのえて後梁を建て、太祖（在位:907年 - 912年）と称した。すると、これに対立する李克用の勢力との中間地帯に位置した河朔三鎮は一転して両勢力の草刈場となった。こうした情勢に危機感を抱いた盧龍軍節度使劉守光は「燕」（桀燕）を建国して両者に対抗しようとしたが、桀燕は李克用の後を継いで後唐を建てた荘宗李存勗（在位:923年 - 926年）によってたちまち攻め滅ぼされ、天雄軍節度使は後梁に、成徳軍節度使は後唐に、それぞれ屈服して両勢力の支配下に入った。